# Zeliha Puls
Zeliha Puls (* 7. Juli 1997 in Lemgo, Deutschland) ist eine ehemalige deutsch-türkische Handballspielerin, die zuletzt für den österreichischen Erstligisten Hypo Niederösterreich auflief.

## Karriere
Puls lief für die HSG Handball Lemgo auf und schloss sich im Alter von zehn Jahren der HSG Blomberg-Lippe an. Mit der B-Jugend der HSG Blomberg-Lippe wurde sie 2014 deutsche Vizemeisterin. In der Saison 2014/15 lief die Außenspielerin sowohl für die 2. Damenmannschaft in der 3. Liga als auch für die A-Jugend auf, mit der sie ebenfalls deutsche Vizemeisterin wurde.
Puls wechselte im Jahr 2015 zum Buxtehuder SV, mit deren A-Jugend sie 2016 die deutsche Meisterschaft gewann. Sie lief in der Saison 2015/16, ihrem letzten Jugendjahr, ebenfalls für die 2. Damenmannschaft des Buxtehuder SV in der 3. Liga auf. Zusätzlich wurde Puls zwischen 2015 und 2017 insgesamt sieben Mal in der Bundesligamannschaft des BSV eingesetzt, in denen ihr zwei Treffer gelangen.
Puls lief in der Spielzeit 2016/17 per Zweitspielrecht für den Zweitligisten HL Buchholz 08-Rosengarten auf. Anschließend stand sie fest bei den HL Buchholz 08-Rosengarten unter Vertrag. Mit  HL Buchholz 08-Rosengarten gewann sie 2018 und 2019 die Zweitligameisterschaft, jedoch verzichtete der Verein in beiden Fällen auf sein Aufstiegsrecht. Nach der aufgrund der COVID-19-Pandemie abgebrochenen Saison 2019/20 nahm Buchholz 08-Rosengarten sein Aufstiegsrecht in die Bundesliga wahr. Puls hingegen unterschrieb im Jahr 2020 einen Vertrag beim Zweitligisten Füchse Berlin.
Puls schloss sich im Sommer 2022 dem österreichischen Erstligisten Hypo Niederösterreich an. Mit Hypo gewann sie 2023 sowohl die österreichische Meisterschaft als auch den ÖHB-Cup. Nach der Saison 2022/23 verließ sie den Verein.